# نادي ابو غريب
نادي أبو غريب الرياضي هو فريق كرة قدم عراقي مقره في منطقة أبو غريب، بغداد، تأسس عام 1998. يلعب في الدوري العراقي الدرجة الثالثة.

## وصلات خارجية
- نادي أبو غريب على موقع Goalzz.com
- أندية العراق - تواريخ التأسيس